# Pteromalus aeneus
Pteromalus aeneus är en stekelart som beskrevs av Etienne Laurent Joseph Hippolyte Boyer de Fonscolombe 1832. Pteromalus aeneus ingår i släktet Pteromalus och familjen puppglanssteklar.
Artens utbredningsområde är Frankrike. Inga underarter finns listade i Catalogue of Life.